# Israel Joseph I
Pour les articles homonymes, voir Pinto et Joseph.
Israel Joseph I, de son vrai nom Dexter Pinto, est un chanteur noir américain rastafarien.
En 1993, il fut choisi par Darryl Jenifer et Doctor Know pour remplacer H. R. le chanteur original du groupe Bad Brains après une nouvelle défection de ce dernier. La tessiture de sa voix s'avéra sur scène et sur l'album Rise très proche de celle de H. R. Il réussit par son talent de vocaliste et son énergie la gageure de préserver l'intégrité du groupe et lui permit de poursuivre sa carrière dignement malgré l'absence de son chanteur.
Il quitta Bad Brains après que la maison de disques Maverick (appartenant à la chanteuse Madonna) a proposé un contrat d'enregistrement au groupe à la condition du retour de H. R. et de son frère Earl Hudson. Rétrospectivement, il apparaît que cette décision ait desservi la carrière du groupe. En 2004, Israel Joseph I fit partie d'un groupe de roots rock reggae, Soulutionaries. En 2008, il commercialisait en artisan son reggae auto-produit sur son site myspace et accompagnait à nouveau Bad Brains (avec Earl Hudson à la batterie) sur les scènes d'Amérique du Sud. Depuis cette brève collaboration, il semble orienter sa musique vers le hip hop.